# Тегус
Тегус (в верховье Большой Тегус) — река в Тюменской и Омской областях России. Устье реки находится в 928 км по левому берегу реки Демьянка. Длина реки составляет 139 км.

## Притоки
(км от устья)
- 42 км: Малый Кызым (пр)
- 66 км: Когылигл (лв)
- 76 км: Карайзы (лв)
- 111 км: Малый Тегус (лв)
- Средний Тегус (пр)

## Данные водного реестра
По данным государственного водного реестра России относится к Иртышскому бассейновому округу, водохозяйственный участок реки — Иртыш от впадения реки Тобол до города Ханты-Мансийск (выше), без реки Конда, речной подбассейн реки — бассейны притоков Иртыша от Тобола до Оби. Речной бассейн реки — Иртыш.